# Emocianina (Megathura crenulata)

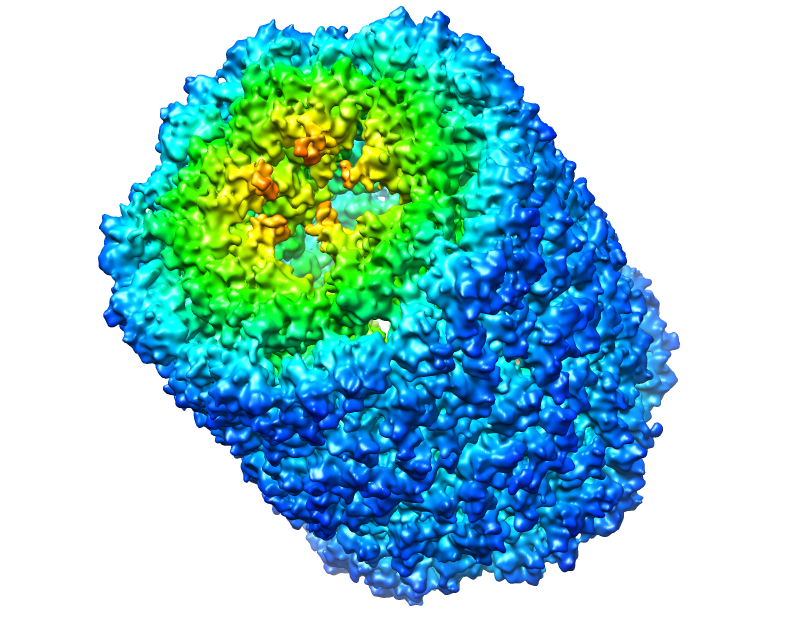
Ricostruzione a 9Å ottenuta grazie a un crio-microscopio elettronico della struttura dell'emocianina della Megathura crenulata.

L'emocianina della Megathura crenulata, termine riscontrabile nella bibliografia in lingua inglese  come keyhole limpet hemocyanin (KLH), è una metalloproteina ad elevato peso molecolare e formata da molteplici sub-unità, in grado di legarsi e trasportare ossigeno in un organismo. Tale proteina è specificatamente presente nell'emolinfa della Megathura crenulata, mollusco della famiglia Fissurellidae (simili alle comuni patelle) endemico delle zone costiere della California (Stati Uniti d'America), dalla baia di Monterey fino all'isola Asuncion al largo del Bassa California (Messico).

## Proprietà della proteina
Esistono due geni che codificano per l'emocianina della patella a buco di serratura, chiamati KLH1 e KLH2, che condividono il 60% di identità a livello della proteina. Entrambe codificano per proteine glicosilate di grandi dimensioni, costituite da circa 3400 amminoacidi e un peso molecolare attorno a 390 000 Dalton, escludendo la glicosilazione. La proteina oligomerizza a formare un complesso didecamerico a forma di barilotto che è composto da 20 monomeri. Ciascun dominio della subunità KLH contiene due atomi di rame che insieme legano una singola molecola di ossigeno (O2). Quando l'ossigeno è legato all'emocianina, la molecola assume una distinta opalescente sfumatura di blu, trasparente, dovuto allo stato di ossidazione Cu+2 del rame. In assenza di ossigeno, il rame legato si riscontra nella forma Cu+1 e l'emocianina è incolore. La proteina KLH è altamente immunogenica, ma essa non provoca alcuna negativa risposta immunitaria nell'uomo. Essa è pertanto altamente pregiata come proteina carrier di vaccini. A causa delle dimensioni e della glicosilazione, la proteina KLH non può essere riptodotta sinteticamente; è disponibile unicamente come prodotto biologico purificato dalla patella a buco di serratura Megathura crenulata.

## Purificazione
KLH è purificata dall'emolinfa della Megathura crenulata attraverso una serie di passaggi che includono tipicamente la precipitazione di ammonio solfato e la dialisi, e può coinvolgere la purificazione cromatografica per ottenere una purezza più elevata. La purificazione di KLH può includere inoltre la rimozione dell'endotossina, ma questo passaggio è spesso inutile in quanto l'endotossina serve come coadiuvante quando iniettata per la produzione di anticorpi.
Se la proteina va incontro a denaturazione o se gli ioni di rame sono persi nel processo di purificazione, scompare la colorazione blu opalescente e la soluzione diventa di un color grigio opaco. La denaturazione di KLH si traduce inoltre in una tendenza della proteina ad aggregare e precipitare dalla soluzione.

## Uso in biotecnologie
L'emocianina della patella a buco di serratura (KLH) è usata ampiamente come proteina carrier nella produzione di anticorpi per applicazioni di ricerca, biotecnologiche e terapeutiche.
Gli apteni sono sostanze con un basso peso molecolare come i peptidi, piccole proteine e molecole di farmaci che sono generalmente non immunogeniche e richiedono l'ausilio di una proteina trasportatrice per stimolare una risposta dal sistema immunitario nel formare la produzione di anticorpi.[3]
La KLH è la proteina trasportatrice più ampiamente impiegata a questo scopo. KLH è un'efficace proteina trasportatrice per molteplici ragioni.
La sua dimensione ampia e i numerosi epitopi generano una risposta immunitaria notevole, e l'abbondanza di residui di lisina per gli apteni accoppiati permette un alto rapporto apteno: proteina trasportatrice, con l'aumento della probabilità di generare anticorpi specifici per gli apteni considerati.
Inoltre, dal momento che KLH deriva dalla patella, un gastropode, è filogeneticamente distante dalle proteine mammifere, quindi riduce falsi positivi nelle tecniche di ricerca basate sull'immunologia negli organismi di modelli mammiferi.
KLH può anche essere una molecola stimolante con cui lavorare per la sua propensione ad aggregare e a precipitare. Gli aggregati rimangono immunogenici, ma limitano l'abilità di coniugare apteni e sono difficili da manipolare in laboratorio.
Una preparazione di KLH di alta qualità con un'evidente colorazione blu opalescente è il miglior indicatore della solubilità di KLH.

## Apteni accoppiati
Gli apteni possono essere accoppiati alla KLH utilizzando diversi metodi.